# Louise Peterhoff
Louise Elisabeth Peterhoff, född 12 maj 1977 i Oppmanna, Kristianstads län, är en svensk skådespelare,  dansare och sångare.

## Biografi
Louise Peterhoffs fars släkt kom till Sverige från Estland 1944 och hon gick själv i Estniska skolan i Stockholm. Hon är utbildad vid Kungliga Svenska Balettskolan 1986–1996  samt Teaterhögskolan i Stockholm 2008–2009. Hon har varit verksam vid Kungliga Baletten och sedan som dansare och teaterskådespelare i olika ensembler i Europa, bland annat vid de multikonstnärliga Needcompany i Bryssel och Troubleyn i Antwerpen samt på turnéer internationellt. Åter i Sverige har hon sedan 2009 främst verkat vid Stockholms stadsteater. 2010 spelade hon huvudrollen som Indras dotter i August Strindbergs Ett drömspel på Moment:teater.
Hon filmdebuterade som barnskådespelare i Astrid Lindgren-filmen Nånting levande åt Lame-Kal 1988. I TV-sammanhang hade hon sin första större roll i serien Spung (2002), där hon spelade rollfiguren Pelles kärleksintresse Krista. Under 2010-talet har hennes medverkan i filmer och TV-serier ökat med roller i exempelvis TV-serien Äkta människor och filmen Call Girl. 2014 gjorde hon huvudrollen i SVT:s politiska thrillerserie Blå ögon och 2015 medverkade hon under tredje säsongen i TV-serien Bron. I serien Det som göms i snö (2018–2021) spelade hon en av poliserna i kalla fall-gruppen.
Hon är sångare i musikkollektivet Drivan och gruppen The Ideal Husband med skivutgivningar.
Peterhoff är gift med teaterregissören Alexander Mørk-Eidem och hon har en dotter i ett tidigare äktenskap.

## Filmografi
- 1988 – Nånting levande åt Lame-Kal
- 2002 – Spung (TV-serie)
- 2002 – Skeppsholmen (TV-serie)
- 2009 – This Is Alaska
- 2011 – Anno 1790 (TV-serie)
- 2012 – Call Girl
- 2013 – Den som söker
- 2013 – Äkta människor (TV-serie)
- 2014 – Gentlemen
- 2014 – En levande själ
- 2014–2015 – Blå ögon (TV-serie)
- 2015 – Bron (TV-serie)
- 2018 – Det som göms i snö (TV-serie)
- 2019 – Midsommar
- 2020 – Tsunami (TV-serie)
- 2020 – Fredsmäklaren (TV-serie)
- 2020 – Ett akademiskt krig
- 2020 – Amningsrummet (TV-serie)
- 2020 – Helt perfekt (TV-serie)
- 2021 – Det som göms i snö (TV-serie)
- 2023 – Limbo (TV-serie)

## Teater

### Roller (ej komplett)
| År   | Roll         | Produktion                                              | Regi                              | Teater                                          |
| ---- | ------------ | ------------------------------------------------------- | --------------------------------- | ----------------------------------------------- |
| 2011 | Geneviève    | Paraplyerna i Cherbourg Jacques Demy och Michel Legrand | Alexander Mørk-Eidem              | Stockholms stadsteater                          |
| 2012 | Lady Nijo    | Top Girls Caryl Churchill                               | Olof Hanson                       | Stockholms stadsteater                          |
| 2012 |              | Moderskärlek August Strindberg                          | Louise Peterhoff Rakel Wärmländer | Stockholms stadsteater på Liljevalchs konsthall |
| 2015 | Geneviève    | Paraplyerna i Cherbourg Jacques Demy och Michel Legrand | Alexander Mørk-Eidem              | Stockholms stadsteater                          |
| 2017 | Karin Thim   | Petra von Kants bittra tårar Rainer Werner Fassbinder   | Sunil Munshi                      | Dramaten                                        |
| 2020 | Lila Cerullo | Min fantastiska väninna Elena Ferrante                  | Maria Sid                         | Kulturhuset Stadsteatern                        |
| 2022 | Louise       | Alltid vara vi Alexander Mørk-Eidem och Lisa Östberg    | Alexander Mørk-Eidem              | Kulturhuset Stadsteatern                        |
| 2024 | Masja        | Tre systrar (Три сeстры, Tri sestry) Anton Tjechov      | Eirik Stubø                       | Kulturhuset Stadsteatern                        |

### Regi
| År   | Produktion   | Upphovsmän        | Teater                                                                                |
| ---- | ------------ | ----------------- | ------------------------------------------------------------------------------------- |
| 2012 | Moderskärlek | August Strindberg | Stockholms stadsteater på Liljevalchs konsthall Regi tillsammans med Rakel Wärmländer |